# Tour de Pologne 2016 – 1. etap
1. etap kolarskiego wyścigu Tour de Pologne 2016 odbył się 12 lipca. Start etapu miał miejsce w Radzyminie natomiast meta w Warszawie. Etap liczył 135 kilometrów.

## Premie
Na 1. etapie były następujące premie:
| Rodzaj | Rodzaj           | Miejscowość        | Kilometry (od startu) | Kilometry (do mety) |
| ------ | ---------------- | ------------------ | --------------------- | ------------------- |
|        | Górska (IV kat.) | Ul. Agrykola       | 87,6 km               | 47,4 km             |
|        | Lotna            | Plac Trzech Krzyży | 102,6 km              | 32,4 km             |
|        | Górska (IV kat.) | Ul. Karowa         | 119,2 km              | 15,8 km             |

### Wyniki
| Górska – Agrykola |                 |        |        |
| Miejsce           | Zawodnik        | Zespół | Punkty |
| 1.                | Jarosław Marycz | CCC    | 1      |

| Lotna – Plac Trzech Krzyży |                 |        |        |
| Miejsce                    | Zawodnik        | Zespół | Punkty |
| 1.                         | Marc Fournier   | FDJ    | 3      |
| 2.                         | Jarosław Marycz | CCC    | 2      |
| 3.                         | Jonas Koch      | VAT    | 1      |

| Górska – Karowa |                 |        |        |
| Miejsce         | Zawodnik        | Zespół | Punkty |
| 1.              | Maciej Paterski | CCC    | 1      |

## Wyniki etapu
| Miejsce | Zawodnik           | Państwo   | Zespół             | Czas       | Bon.  | Pkt. |
| ------- | ------------------ | --------- | ------------------ | ---------- | ----- | ---- |
| 1.      | Davide Martinelli  | Włochy    | Etixx-Quick Step   | 3h 01' 10" | -10 s | 20   |
| 2.      | Fernando Gaviria   | Kolumbia  | Etixx-Quick Step   | + 0"       | -6 s  | 19   |
| 3.      | Caleb Ewan         | Australia | Orica–BikeExchange | + 0"       | -4 s  | 18   |
| 4.      | Zdeněk Štybar      | Czechy    | Etixx-Quick Step   | + 0"       | —     | 17   |
| 5.      | Moreno Hofland     | Holandia  | Team LottoNL-Jumbo | + 0"       | —     | 16   |
| 6.      | Philippe Gilbert   | Belgia    | BMC Racing Team    | + 0"       | —     | 15   |
| 7.      | Kévin Reza         | Francja   | FDJ                | + 0"       | —     | 14   |
| 8.      | Michał Kwiatkowski | Polska    | Team Sky           | + 0"       | —     | 13   |
| 9.      | Tim Wellens        | Belgia    | Lotto Soudal       | + 0"       | —     | 12   |
| 10.     | Sacha Modolo       | Włochy    | Lampre-Merida      | + 0"       | —     | 11   |

## Klasyfikacje po 1. etapie

### Klasyfikacja generalna
| Miejsce | Zawodnik           | Państwo   | Zespół             | Czas       |
| ------- | ------------------ | --------- | ------------------ | ---------- |
|         | Davide Martinelli  | Włochy    | Etixx-Quick Step   | 3h 01' 10" |
| 2.      | Fernando Gaviria   | Kolumbia  | Etixx-Quick Step   | + 0"       |
| 3.      | Caleb Ewan         | Australia | Orica–BikeExchange | + 0"       |
| 4.      | Zdeněk Štybar      | Czechy    | Etixx-Quick Step   | + 0"       |
| 5.      | Moreno Hofland     | Holandia  | Team LottoNL-Jumbo | + 0"       |
| 6.      | Philippe Gilbert   | Belgia    | BMC Racing Team    | + 0"       |
| 7.      | Kévin Reza         | Francja   | FDJ                | + 0"       |
| 8.      | Michał Kwiatkowski | Polska    | Team Sky           | + 0"       |
| 9.      | Tim Wellens        | Belgia    | Lotto Soudal       | + 0"       |
| 10.     | Sacha Modolo       | Włochy    | Lampre-Merida      | + 0"       |

### Klasyfikacja punktowa
| Miejsce | Zawodnik          | Państwo   | Zespół             | Punkty |
| ------- | ----------------- | --------- | ------------------ | ------ |
|         | Davide Martinelli | Włochy    | Etixx-Quick Step   | 20     |
| 2.      | Fernando Gaviria  | Kolumbia  | Etixx-Quick Step   | 19     |
| 3.      | Caleb Ewan        | Australia | Orica–BikeExchange | 18     |
| 4.      | Zdeněk Štybar     | Czechy    | Etixx-Quick Step   | 17     |
| 5.      | Moreno Hofland    | Holandia  | Team LottoNL-Jumbo | 16     |

### Klasyfikacja górska
| Miejsce | Zawodnik        | Państwo | Zespół                | Punkty |
| ------- | --------------- | ------- | --------------------- | ------ |
|         | Jarosław Marycz | Polska  | CCC Sprandi Polkowice | 1      |
| 2.      | Maciej Paterski | Polska  | CCC Sprandi Polkowice | 1      |

### Klasyfikacja najaktywniejszych
| Miejsce | Zawodnik        | Państwo | Zespół                | Punkty |
| ------- | --------------- | ------- | --------------------- | ------ |
|         | Marc Fournier   | Francja | FDJ                   | 3      |
| 2.      | Jarosław Marycz | Polska  | CCC Sprandi Polkowice | 2      |
| 3.      | Jonas Koch      | Niemcy  | Verva ActiveJet       | 1      |

### Klasyfikacja drużynowa
| Miejsce | Zespół           | Państwo           | Czas       |
| ------- | ---------------- | ----------------- | ---------- |
| 1.      | Etixx-Quick Step | Belgia            | 9h 03' 30" |
| 2.      | Team Sky         | Wielka Brytania   | + 0"       |
| 3.      | Pro Team Astana  | Kazachstan        | + 0"       |
| 4.      | BMC Racing Team  | Stany Zjednoczone | + 9"       |
| 5.      | Team Katusha     | Rosja             | + 9"       |